# أوليغ بوريسوف
أوليغ بوريسوف (بالروسية: Олег Иванович Борисов)‏ هو ممثل روسي (وحمل سابقاً جنسية الاتحاد السوفيتي)، ولد في 8 نوفمبر 1929 في روسيا، وتوفي في 28 أبريل 1994 بموسكو في روسيا. بدأ مشواره المهني سنة 1951، ومن الجوائز التي نالها جائزة الدولة السوفيتية وفنان الشعب في الاتحاد السوفيتي والجائزة الحكومية للأخوين فاسيليف لروسيا الاتحادية الاشتراكية السوفيتية ‏ وفنان الشعب لجمهورية روسيا السوفيتية الاتحادية الاشتراكية ‏.

## جوائز
- جائزة الدولة السوفيتية
- فنان الشعب في الاتحاد السوفيتي
- الجائزة الحكومية للأخوين فاسيليف لروسيا الاتحادية الاشتراكية السوفيتية [الإنجليزية]‏
- فنان الشعب لجمهورية روسيا السوفيتية الاتحادية الاشتراكية [الإنجليزية]‏

## وصلات خارجية
- أوليغ بوريسوف على موقع IMDb (الإنجليزية)
- أوليغ بوريسوف على موقع ألو سيني (الفرنسية)
- أوليغ بوريسوف على موقع أول موفي (الإنجليزية)
- أوليغ بوريسوف على موقع قاعدة بيانات الأفلام السويدية (السويدية)
- أوليغ بوريسوف على موقع قاعدة بيانات الفيلم (الإنجليزية)
- أوليغ بوريسوف على موقع كينوبويسك (الروسية)